# Chaetodiplis hirta
Chaetodiplis hirta är en svampart som först beskrevs av Pier Andrea Saccardo, och fick sitt nu gällande namn av Frederic Edward Clements 1931. Chaetodiplis hirta ingår i släktet Chaetodiplis, divisionen sporsäcksvampar och riket svampar.   Inga underarter finns listade i Catalogue of Life.